# Pedro Acosta
Pedro Acosta Sánchez (sinh ngày 25 tháng 5 năm 2004) là một tay đua mô tô người Tây Ban Nha. Pedro Acosta đang thi đấu giải đua xe MotoGP cho đội đua Gas Gas Tech3, đã nhiều lần lên podium.
Trước khi chuyển lên thi đấu thể thức MotoGP Pedro Acosta từng vô địch giải đua xe Moto3 năm 2021 và Moto2 năm 2023.

## Sự nghiệp

### Các giải trẻ
Pedro Acosta sớm nhận được sự chú ý trong giới đua xe mô tô sau khi đã giành được rất nhiều kết quả xuất sắc ở các giải đua trẻ do Liên đoàn đua xe Mô tô quốc tế (FIM) tổ chức, nổi bật nhất là chức vô địch giải đua Red Bull MotoGP Rookies Cup năm 2020.

### Moto3: Vô địch ngay ở mùa giải đầu tiên (2021)
Pedro Acosta chính thức thi đấu chuyên nghiệp từ năm 2021. Giống như đa số các tay đua trẻ khác, hành trình của Acosta bắt đầu từ giải đua xe Moto3, nơi anh thi đấu cho đội đua Red Bull KTM Ajo. Ngay ở chặng đua đầu tiên trong sự nghiệp (ở Qatar) Acosta đã gây ấn tượng mạnh bằng việc hoàn thành cuộc đua ở vị trí thứ 2 dù chỉ xuất phát từ vị trí thứ 11.
Bất ngờ chưa dừng lại ở đó, tay đua tân binh đã toàn thắng cả 3 chặng đua tiếp theo ở Doha, Bồ Đào Nha và Tây Ban Nha để độc chiếm ngôi đầu bảng xếp hạng tổng. Những kết quả này giúp cho Acosta lập kỷ lục là tay đua tân binh có khởi đầu tốt nhất trong lịch sử, đã lên podium ở 4 chặng đua đầu tiên. Riêng chặng đua ở Doha thì Pedro Acosta còn lập thành tích là tay đua Moto3 đầu tiên xuất phát từ pitlane giành được chiến thắng.
Trong phần còn lại của mùa giải, Acosta giành thêm được 3 chiến thắng nữa. Anh lập thêm 1 cột mốc là tay đua Moto3/125cc đầu tiên kể từ năm 1990 giành được chức vô địch ngay ở mùa giải đầu tiên của mình. Người trước đó làm được điều này là Loris Capirossi ở mùa giải đua xe thể thức 125cc năm 1990. Nếu xét về độ tuổi thì Pedro Acosta cũng chính là tay đua trẻ thứ 2 trong lịch sử từng vô địch thể thức Moto3/125cc (17 tuổi 166 ngày), chỉ nhiều hơn Capirossi đúng 1 ngày tuổi khi Capirossi vô địch năm 1990 (17 tuổi 165 ngày). 
Sau khi giành được chức vô địch thì Pedro Acosta mới giành được pole Moto3 đầu tiên trong sự nghiệp, ở chặng đua cuối cùng ở Valencia, nhưng đó lại là một trong hai chặng đua mà anh phải bỏ cuộc trong mùa giải 2021. 

### Moto2: 2022-2023
Với thành tích vô địch Moto3 ngay ở mùa giải đầu tiên thì có tin đồn Pedro Acosta có thể sẽ bỏ qua giải đua Moto2 mà lên thẳng MotoGP. Cuối cùng Acosta đã quyết định tiếp tục ở lại đội đua Red Bull KTM Ajo để thi đấu Moto2 2022.
Tuy nhiên lần này thì Acosta không có khởi đầu suôn sẻ như năm 2021. Suốt 7 chặng đua đầu tiên anh không lên được podium 1 lần nào, lại còn có chuỗi 4 chặng đua liên tiếp không ghi được điểm nào. Phải đến chặng đua thứ 8 ở Mugello (Ý) thì Pedro Acosta mới lần đầu lên podium thể thức Moto2, cũng là chiến thắng Moto2 đầu tiên. Song nó cũng kịp giúp Acosta phá kỷ lục tay đua trẻ nhất giành chiến thắng Moto2 trước đó thuộc về Marc Marquez.
Đến giữa mùa giải thì Acosta bị chấn thương trong lúc tập luyện, phải nghỉ 2 chặng đua liên tiếp ở Assen (Hà Lan) và Silverstone (Anh). Rất may chấn thương này không ảnh hưởng quá nhiều đến phong độ của Acosta. Sau khi trở lại thi đấu thì anh giành thêm được 2 chiến thắng nữa ở Aragon và Valencia. Chung cuộc Acosta xếp thứ 5 ở mùa giải Moto2 đầu tiên của mình. 
Mùa giải Moto2 2023 khởi đầu một cách suôn sẻ đối với Pedro Acosta khi anh đã giành chiến thắng ngay ở chặng đua mở màn ở Bồ Đào Nha. Tổng cộng Acosta giành được 7 chiến thắng, trong khi chỉ phải bỏ cuộc 1 lần ở Pháp. Acosta đã giành được chức vô địch sau khi cán đích ở vị trí thứ 2 ở chặng đua Malaysia, lập kỷ lục tay đua trẻ nhất vô địch hạng đua này.

### MotoGP: 2024-nay
Năm 2024 Pedro Acosta chuyển lên thi đấu thể thức MotoGP cho đội đua Gas Gas Racing. Cho dù thi đấu dưới danh nghĩa là tay đua vệ tinh của xưởng KTM nhưng ở những chặng đua đầu mùa giải, chính Acosta là tay đua KTM có được kết quả thi đấu tốt nhất, đã 2 lần lên podium liên tiếp ở các chặng đua MotoGP Bồ Đào Nha 2024 và MotoGP Americas 2024.

## Thống kê thành tích

### Ở giải đua Grand Prix

#### Theo năm
| Năm       | Giải đua  | Xe        | Đội đua               | Số chặng | Chiến thắng | Podium | Pole | FLap | Điểm  | Xếp hạng | Vô địch |
| --------- | --------- | --------- | --------------------- | -------- | ----------- | ------ | ---- | ---- | ----- | -------- | ------- |
| 2021      | Moto3     | KTM       | Red Bull KTM Ajo      | 18       | 6           | 8      | 1    | 1    | 259   | 1st      | 1       |
| 2022      | Moto2     | Kalex     | Red Bull KTM Ajo      | 18       | 3           | 5      | 1    | 1    | 177   | 5th      | –       |
| 2023      | Moto2     | Kalex     | Red Bull KTM Ajo      | 20       | 7           | 14     | 3    | 8    | 332.5 | 1st      | 1       |
| 2024      | MotoGP    | KTM       | Red Bull GasGas Tech3 | 2        | 0           | 1      | 0    | 1    | 28    | 5th      | –       |
| Tổng cộng | Tổng cộng | Tổng cộng | Tổng cộng             | 58       | 16          | 28     | 5    | 11   | 796.5 |          | 2       |

#### Theo giải đua
| Giải đua | Năm       | Chặng đua đầu tiên | Podium đầu tiên | Chiến thắng đầu tiên | Số chặng | Chiến thắng | Podium | Pole | FLap | Điểm  | Vô địch |
| -------- | --------- | ------------------ | --------------- | -------------------- | -------- | ----------- | ------ | ---- | ---- | ----- | ------- |
| Moto3    | 2021      | 2021 Qatar         | 2021 Qatar      | 2021 Doha            | 18       | 6           | 8      | 1    | 1    | 259   | 1       |
| Moto2    | 2022–2023 | 2022 Qatar         | 2022 Italy      | 2022 Italy           | 38       | 10          | 19     | 4    | 9    | 509.5 | 1       |
| MotoGP   | 2024      | 2024 Qatar         | 2024 Portugal   |                      | 2        | 0           | 1      | 0    | 1    | 28    | –       |
| Tổng     | 2021–nay  | 2021–nay           | 2021–nay        | 2021–nay             | 58       | 16          | 28     | 5    | 11   | 796.5 | 2       |

#### Kết quả chi tiết
(key) (Chặng đua chữ in đậm nghĩa là tay đua giành được pole, chặng đua chữ in nghiêng nghĩa là tay đua giành được fastest lap)
| Năm  | Giải đua | Xe    | 1      | 2      | 3      | 4       | 5       | 6      | 7       | 8     | 9     | 10    | 11    | 12      | 13      | 14    | 15    | 16     | 17     | 18      | 19      | 20     | 21  | Pos  | Pts   |
| ---- | -------- | ----- | ------ | ------ | ------ | ------- | ------- | ------ | ------- | ----- | ----- | ----- | ----- | ------- | ------- | ----- | ----- | ------ | ------ | ------- | ------- | ------ | --- | ---- | ----- |
| 2021 | Moto3    | KTM   | QAT 2  | DOH 1  | POR 1  | SPA 1   | FRA 8   | ITA 8  | CAT 7   | GER 1 | NED 4 | STY 1 | AUT 4 | GBR 11  | ARA Ret | RSM 7 | AME 8 | EMI 3  | ALR 1  | VAL Ret |         |        |     | 1st  | 259   |
| 2022 | Moto2    | Kalex | QAT 12 | INA 9  | ARG 7  | AME Ret | POR Ret | SPA 20 | FRA Ret | ITA 1 | CAT 6 | GER 2 | NED   | GBR DNS | AUT 4   | RSM 6 | ARA 1 | JPN 7  | THA 16 | AUS 2   | MAL Ret | VAL 1  |     | 5th  | 177   |
| 2023 | Moto2    | Kalex | POR 1  | ARG 12 | AME 1  | SPA 2   | FRA Ret | ITA 1  | GER 1   | NED 3 | GBR 3 | AUT 2 | CAT 6 | RSM 1   | IND 1   | JPN 3 | INA 1 | AUS 9‡ | THA 2  | MAL 2   | QAT 8   | VAL 12 |     | 1st  | 332.5 |
| 2024 | MotoGP   | KTM   | QAT 98 | POR 37 | AME 24 | SPA     | FRA     | CAT    | ITA     | KAZ   | NED   | GER   | GBR   | AUT     | ARA     | RSM   | IND   | INA    | JPN    | AUS     | THA     | MAL    | VAL | 4th* | 54*   |

* Mùa giải đang diễn ra